# Абдурасулов Мамаджан
Абдулрасулов Мамаджан (нар. 1927) — народний вчитель СРСР (1981), вчитель початкових класів середньої школи № 41 імені М. Горького (Московського району, Андижанської області, Узбецької РСР). Член КПРС із 1961. На педагогічній роботі із 1950.